# François Morellet
François Morellet (Cholet, 30 april 1926 – aldaar, 11 mei 2016) was een Franse kunstenaar. Hij heeft zich gedurende zijn carrière achtereenvolgens beziggehouden met schilderkunst, lichtkunst, beeldhouwkunst en grafische kunst.

## Leven en werk
Morellet begon zijn artistieke carrière, nog werkzaam in het bedrijf van zijn ouders, als schilder; vanaf 1948 als autodidact en enkele jaren later in de leer bij een professionele schilder. Zijn werk werd beïnvloed door zijn voorbeeld Piet Mondriaan en door de schilder Pierre Dmitrienko (Nouvelle École de Paris). Reeds in 1950 noemde hij zichzelf een abstracte schilder en omstreeks die tijd had hij al een eerste expositie bij Galerie Creuze in Parijs. Uit deze periode stamt zijn eerste sphère trame.
In de jaren zestig ging hij met kunstenaars als Francisco Sobrino, Horacio Garcia Rossi, Julio Le Parc, Yvaral en Joël Stein experimenteren met kinetische kunst binnen de kunstenaarsgroepering Groupe de Recherche d'Art Visuel, die op wetenschappelijke wijze de mogelijkheden van beeldende kunst experimenteel wilde onderzoeken. Hij participeerde ook in de internationale beweging Nouvelle Tendance. In 1963 begon Morellet lichtobjecten te creëren met behulp van neonbuizen naar het voorbeeld van de Amerikaan Dan Flavin. Vanaf het einde der jaren zestig ging Morellet zich bezighouden met kunst in relatie tot de architectuur en kunst in de openbare ruimte. Voorbeelden van deze projecten zijn: het Centre Culturel in Compiègne, de wijk La Défense in Parijs en bijdrages aan het beeldenpark van het Kröller-Müller Museum in Otterlo. 
Het werk van Morellet wordt gerekend tot de geometrische abstractie en het past bij het minimalisme van Donald Judd, Ellsworth Kelly, Sol LeWitt en Frank Stella. Tegelijkertijd is er verwantschap te constateren met het dadaïsme.
Een typisch voorbeeld van zijn werk is NoEndNeon in het Zentrum für Internationale Lichtkunst in Unna, waar hij deze installatie speciaal voor een ondergrondse ruimte van het lichtkunst museum maakte.
Een eind jaren 1980 gekocht exemplaar van de bol gemaakt van ijzerdraad werd in 2022 tijdens het tv-programma Tussen Kunst & Kitsch getaxeerd op 60.000 euro.

## Tentoonstellingen (selectie))
- 1972  - Sieraad 1900-1972, De Zonnehof, Amersfoort
- 2013  - Dare to wear, sieraden uit de collectie Paul Derrez / Willem Hoogstede, CODA, Apeldoorn

## Werk in openbare collecties (selectie)
- Groninger Museum
- Kröller-Müller Museum
- Kunsthalle Würth

## Galerij

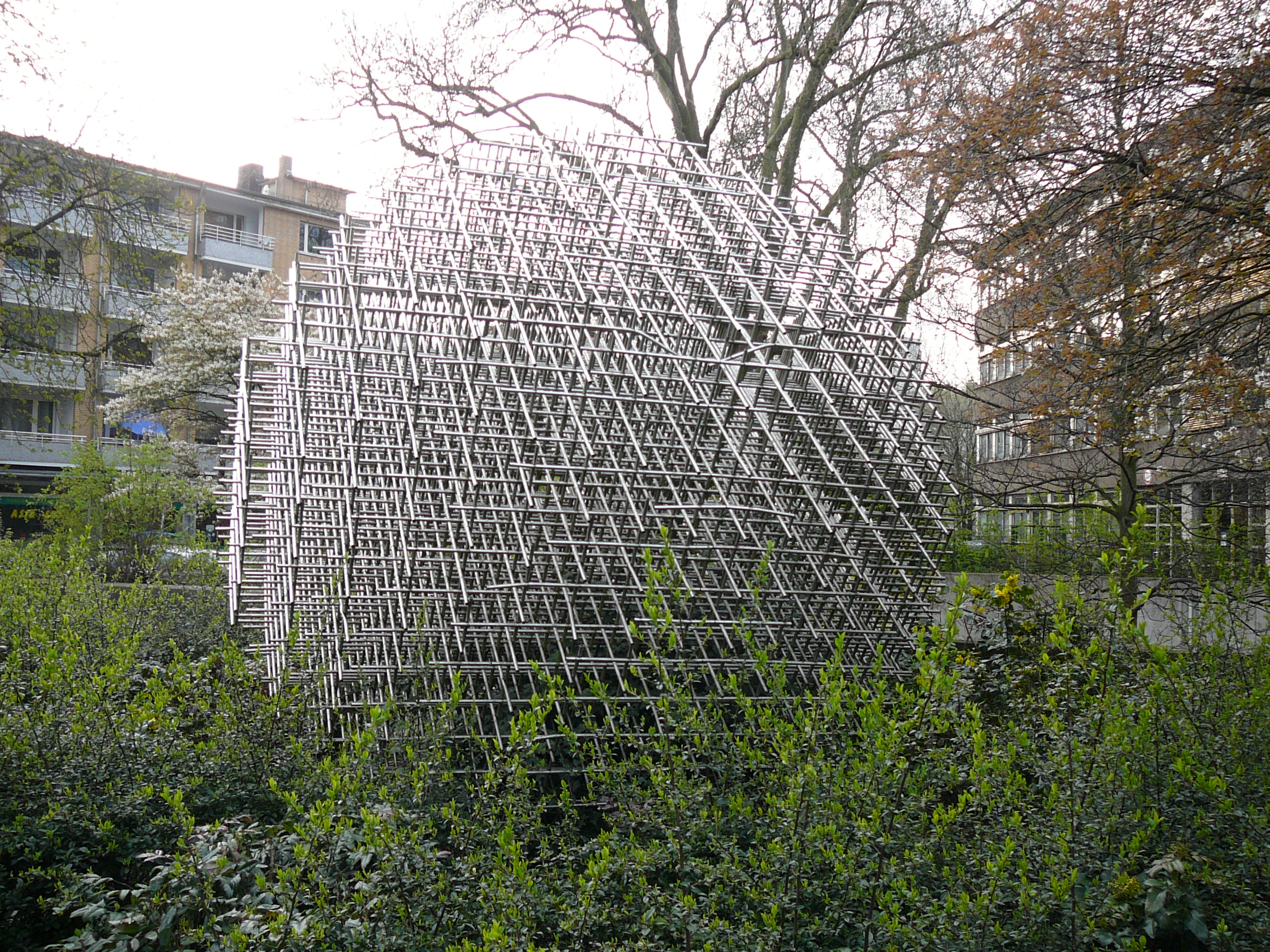
Sphère trame in Wuppertal
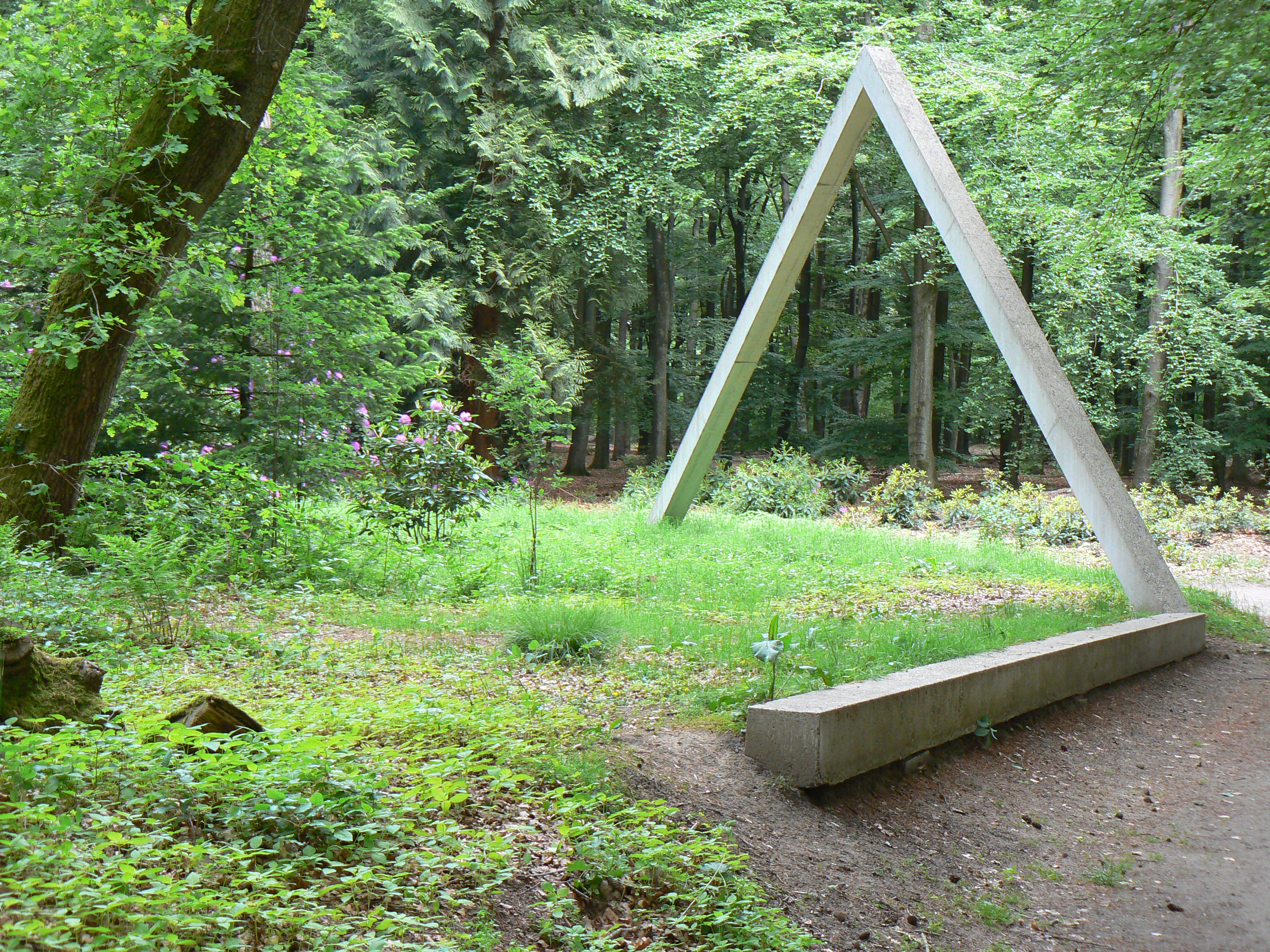
La plate-bande (1988) in beeldenpark van het Kröller-Müller Museum
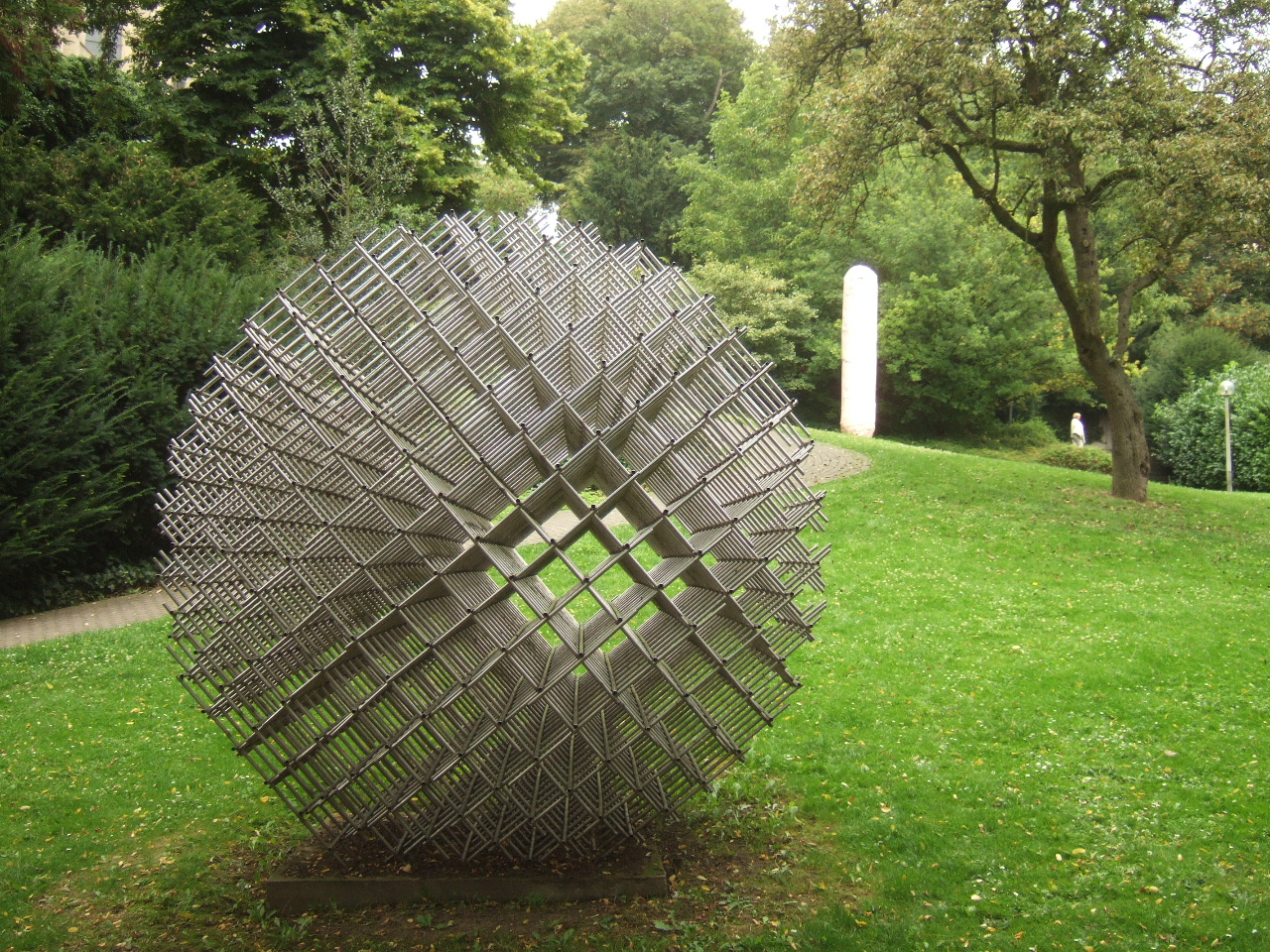
Sphère-trames (1962), Skulpturengarten Museum Abteiberg, Mönchengladbach
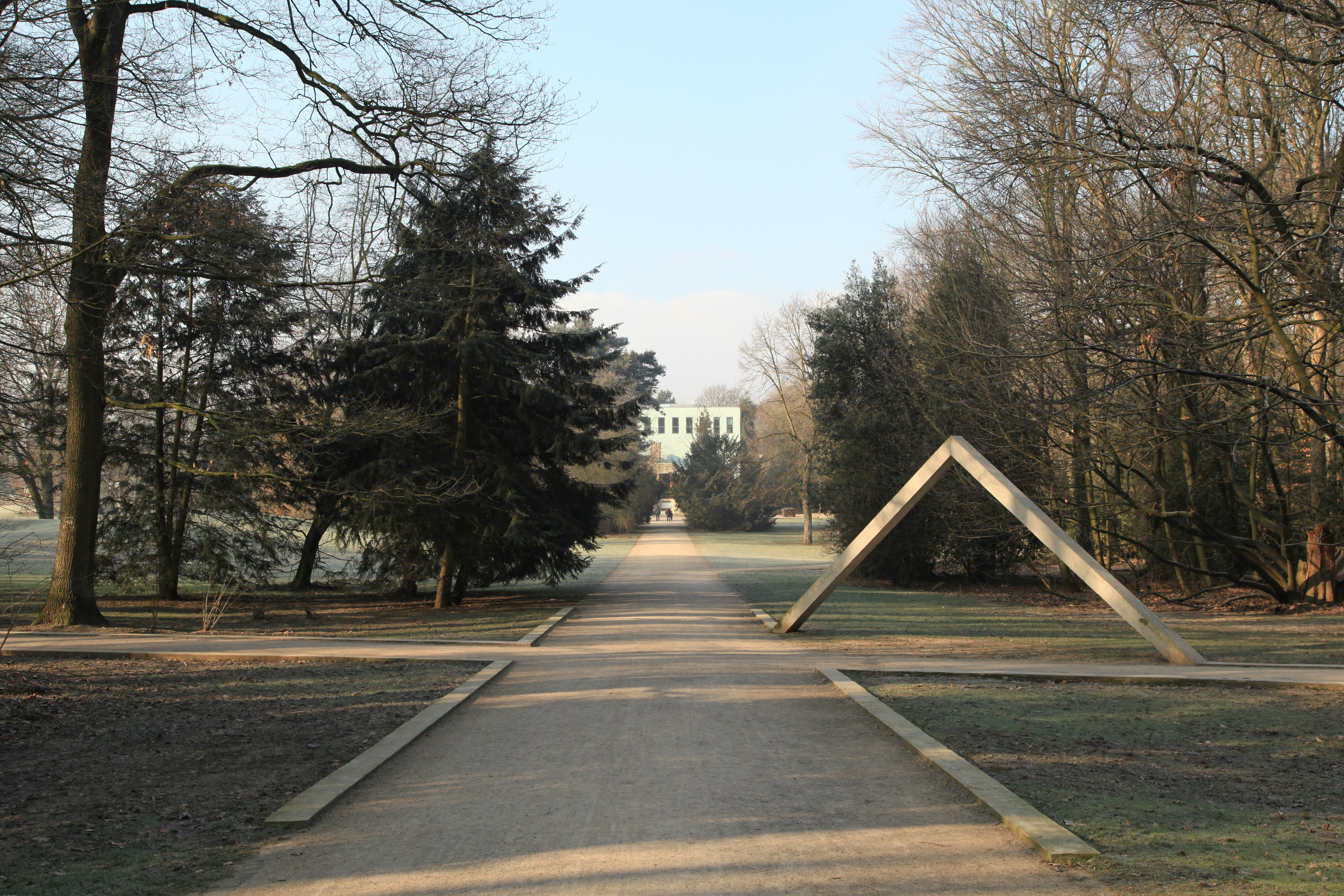
Bochum, Schlosspark Weitmar